# أوريل لوبيز باريديس
أوريل لوبيز باريديس هو سياسي مكسيكي، ولد في 25 ديسمبر 1959 في ميتشواكان في المكسيك. نشط حزبياً في حزب الثورة الديمقراطية. وقد انتخب عضو مجلس النواب المكسيك ‏.